# Botswana National Stadium
Botswana National Stadium – wieloużytkowy stadion w Gaborone w Botswanie. Najczęściej używany do rozgrywania meczów piłkarskich. Stadion pomieści 22 500 osób.
Murawa jest otoczona bieżnią, stadion jest połączony z kortem tenisowym oraz boiskiem do baseballa, które wychodzi z użycia.